# Маганья
Маганья (ісп. Magaña) — муніципалітет в Іспанії, у складі автономної спільноти Кастилія-і-Леон, у провінції Сорія. Населення — 106 осіб (2010).
Муніципалітет розташований на відстані близько 210 км на північний схід від Мадрида, 29 км на північний схід від Сорії.
На території муніципалітету розташовані такі населені пункти: (дані про населення за 2010 рік)
- Маганья: 66 осіб
- Побар: 29 осіб
- Вільяррасо: 11 осіб

## Демографія
Динаміка населення (INE ):

## Галерея зображень

Розташування муніципалітету Маганья